# Chiara Mastalli
Chiara Mastalli (* 2. August 1984 in Rom) ist eine italienische Schauspielerin.

## Leben und Karriere
Die gebürtige Römerin Chiara Mastalli stand bereits 1990 als Sechsjährige für einen Werbespot vor der Kamera. Im Jahr 2001 wirkte sie in dem Kurzfilm Ten Minutes Older – The Cello von Regisseur Bernardo Bertolucci mit. Chiara Mestalli wirkt in zahlreichen in Italien erfolgreichen Fernsehfilmen und -serien mit, die überwiegend von den Fernsehsendern Rai Uno und Canale 5 produziert werden. Im deutschsprachigen Raum wurde die Italienerin durch ihre Rolle der Sklavin Eirene in der Fernsehserie Rom und eine Episodenrolle in der beliebten Krimireihe Kommissar Rex bekannt.

## Filmografie (Auswahl)

### Filme
- 2003: Ricordati di me
- 2003: Uomini & donne, amore & bugie
- 2004: Tre metri sopra il cielo
- 2006: Notte prima degli esami
- 2007: Notte prima degli esami – Oggi
- 2008: Amore, bugie e calcetto

### Fernsehen
- 2000: Sei forte, maestro (Fernsehserie)
- 2001: Casa famiglia (Miniserie)
- 2002: Carabinieri (Fernsehserie)
- 2005: Padre e figli (Miniserie)
- 2005: Rom (Fernsehserie)
- 2006: Codice rosso (Fernsehserie)
- 2007: Il generale Dalla Chiesa (Miniserie)
- 2008: Finalmente una fovola (Fernsehfilm)
- 2008: Cosi vanno le cose (Fernsehfilm)
- 2009: L’isola dei segreti – Korè (Miniserie)
- 2009: Gym Tonic Comedy (Fernsehserie)
- 2010: I delitti del cuoco (Miniserie)
- 2010: Kommissar Rex (Fernsehserie)

### Kurzfilme
- 2001: Ten Minutes Older – The Cello
- 2004: Il biglietto per Roma
- 2010: Mercurio